# Андре Малро
Жорж Андре Малро (фр. André Malraux; Париз, 3. новембар 1901 — Кретеј, 23. новембра 1976) био је француски писац, авантуриста, политичар и интелектуалац.
У основи самоук и страствен авантуриста, Малро је младост провео у Индокини, пишући у антиколонијалним новинама и кратко био у затвору (1923. — 1924) због кријумчарења кмерских старина. Враћајући се у Француску, представио је своја искуства из Азије у успешном роману Ла Воа ројал (1930), а само три године касније стекао је огромну популарност романом Ла кондисион имен, егзистенцијалистичким романом тематске авантуре инспирисаним борбом револуционара у Кини за коју је 1933. добио Гонкурову награду .
Као милитантни антифашиста, Малро се борио на страни републиканаца у шпанском грађанском рату од 1936. до 1937. године. Ратно искуство навело га је да напише роман Л'Еспоар ( 1937 ), још један бестселер, који је следеће године приказан као Еспоар, сиера де Териел. Марта 1944. придружио се покрету отпора и учествовао у борби за ослобођење Француске. После рата, Малро се придружио Шарл де Голу и играо је улогу у раду РПФ-а, а након што се де Гол вратио на власт био је министар културе од 1959. до 1969.
Током своје касније каријере написао је уметничке критике као што су успешни „Ле Мизе имажинер“ и „Ла Воа ди силанс“, а 19. децембра 1964. одржао је историјски хвалоспев током преношења пепела Жана Мулена у париски Пантеон. Током 1996. године, на двадесету годишњицу Малрове смрти, његов пепео је такође пренесен у Пантеон одлуком Жака Ширака.

## Биографија

### Младост

#### Породица
Андре Малро рођен је 3. новембра 1901. у Паризу, као син Фернанда Малроа (1875. - 1930), шефа париске филијале једне од америчких банака, и Берте Фелиције Лами (1877. - 1932). Малро је имао млађег брата Рајмон-Фернанда ( 1902. - 1903. ), који је умро три месеца након рођења. 1905. године Малрови родитељи су се развели, што је шокирало четворогодишњег Андреа. Његов отац ће се касније поново оженити и добити два сина, Рајмона (1912. - 1945) и Клодија (1920. - 1944). Андре је тако провео детињство са мајком, баком и тетком, трговцем у улици Ри де ла Гар 16 у Бондију, иако није задржао лепе успомене на тај период. 1909. године, када је имао осам година, његов деда Емиле-Алфонс (рођен 14. јула 1832), бродовласник из Денкерка, умро је на броду, али је већ изгубио све богатство на мору. Супротно ономе што му је углавном речено, изгледа да то није било самоубиство. Већ у детињству Малро је показивао симптоме Туретовог синдрома, који ће га пратили до краја живота.

#### Тинејџерске године
Са 14 година уписао се у средњу школу. Током овог периода често је посећивао књижаре, биоскопе, позоришта, изложбе и концерте, развијајући тако љубав према савременој књижевности. 1918. године, сада студент, Малро је напустио школу а да никада није добио диплому, али се није одрекао литературе. Током овог периода већ је развио страствено дивљење према тројици аутора - Виктору Игоу, Жилу Мишелеу и Мишел-Анжу.
Године 1919. запослен је у књижари и издавачу Рене-Луис Дојон, који се посебно бавио трговином ретких књига. Тамо упознаје песника Мака Јакоба, који ће снажно утицати на младог Малроа. Малро је често посећивао париске уметничке кругове, страствено проучавао дела античке и модерне уметности и бесплатно је присуствовао предавањима у Гимеу. Његов послодавац је 1920. основао сопствени часопис La Connaissance и доделио Малроу место колумнисте. Тамо је, током 1920. године, Малро објавио своје прве текстове - кратке есеје о теорији књижевности, критику и своја прва прозна дела. Његова дела из овог периода углавном припадају жанру ферфел (бесмислена књижевност), термин који је оживео Малро, али такође пише песму у прози по узору на немачке експресионисте и кубистичку поезију по узору на Аполинера и Јакоба. Такође у овом периоду, Малро ће глумити ујака Убуа, најпознатије књижевно стваралаштво Алфреда Жарија, којег интензивно чита у овом периоду. Присетиће се тог искуства 1948. године, када се придружио групи College de 'Pataphisikue. Убрзо након тога, започео је сарадњу са часописом Action, у којем је објављивао текстове о песницима Лотреамону и Андреу Салмону. У 18. години објавио је своју прву књигу, Лунар и папир, посвећену Маку Јакобу.

#### Улазак у свет књижевности
Током 1919. године, Малро је стао на сопствене ноге и уселио се у стан у париској улици Rachel, на Монтмартру, да би следеће године изнајмио собу у хотелу Литесија. 1920. постао је књижевни уредник у књижари Симон Кра, што му је омогућило да ступи у контакт са бројним уметницима, као што су Жан Кокто, Пол Моран, Рајмон Радиже, Пијер Реверди, Андре Салмон, Андре Сиарес, Андре Деран, Фернан Леже и Морис Вламанк . У том периоду такође је писао чланке за магазин Action који је водио Флоран Фелс. Годину дана касније, Кра му поверава вођење издавачке куће Сажитар.
Током вечере коју је приредио његов уредник Флорент Фелс, Малро је упознао новинарку Клару Голдшмит, која ће ускоро постати његова супруга. Заједно ће путовати у Италију, тачније у Фиренцу и Венецију, али путовање им се нагло прекида кад им понестане новца. Венчали су се 21. октобра 1921. године и отишли на медени месец у Праг, затим у Беч, да би дочекали Нову годину у Магдебургу, одакле је потицала Кларина породица. Почетком следеће године путују у Берлин, Тунис и Сицилију. Ипак, Малро је управљао новцем и животом своје супруге, говорећи Клари, „Још увек нећу радити“. Када су се Клара и он развели 1936. године, рекао јој је: „ Оженио сам те само за твој новац.“ Током овог периода, Мак Јакоб га је представио продавцу уметничких дела, који га је ангажовао као уредника Симон галерије.
Током овог периода упознао је Шарла Мораса, чија ће љубав према национализму и одбојност према анархизму бити неко време заједничка. Написао је предговор пун похвале за књигу mademoiselle Monk.
1922. успешно је избегао служење војног рока користећи се триковима уз, према Оливијеу Тоду, неколико непостојећих болести. Малро је променио своје политичке ставове 1929. године, након чега је у неколико наврата свесно ризиковао живот ратујући у шпанском грађанском рату и Покрету отпора. 1923. престао је бити уредник Сагитаира, док је истовремено банкротирао због неуспелог улагања Кларине имовине у мексичке обвезнице.

## Одликовања и признања
Током свог живота, Малро је добитник низа домаћих и међународних одликовања, како за војне, тако и за политичке активности.